# Oleg Stepànov
Oleg Stepànov   (Moscou, 10 de desembre de 1939 - Moscou, 27 de febrer de 2010) fou un judoka i lluitador de sambo rus que va competir sota bandera de la Unió Soviètica durant les dècades de 1950 i 1960.
El 1964 va prendre part en els Jocs Olímpics d'Estiu de Tòquio, on guanyà la medalla de bronze en la competició del pes lleuger del programa de judo.
En el seu palmarès també destaquen una medalla de bronze al Campionat del món de judo de 1965, dues medalles d'or al Campionat d'Europa de judo, el 1965 i 1966. Entre 1958 i 1968 guanyà vuit títols nacionals de sambo i sis campionats d'Europa.
Un cop retirat va exercir d'entrenador de judo i sambo al CSKA. A finals dels 70 entrenà l'equip nacional femení de judo.